# Chigny (Aisne)
Chigny ist eine französische Gemeinde mit 141 Einwohnern (Stand 1. Januar 2022) im Département Aisne in der Region Hauts-de-France (vor 2016 Picardie). Sie gehört zum Arrondissement Vervins, zum Kanton Guise und zum Kommunalverband Thiérache Sambre et Oise.

## Geographie
Die Gemeinde Chigny liegt an der Oise im Norden der Landschaft Thiérache, 15 Kilometer nordwestlich von Vervins und 39 Kilometer ostnordöstlich von Saint-Quentin. Nachbargemeinden von Chigny sind Leschelle im Norden, Buironfosse im Nordosten, Englancourt im Osten, Marly-Gomont im Südosten und Süden, Proisy im Südwesten, Malzy im Südwesten, Crupilly im Westen sowie Lavaqueresse im Nordwesten.

## Bevölkerungsentwicklung
| Jahr                       | 1962 | 1968 | 1975 | 1982 | 1990 | 1999 | 2011 | 2021 |
| Einwohner                  | 282  | 234  | 216  | 161  | 175  | 161  | 146  | 143  |
| Quellen: Cassini und INSEE |      |      |      |      |      |      |      |      |

## Sehenswürdigkeiten

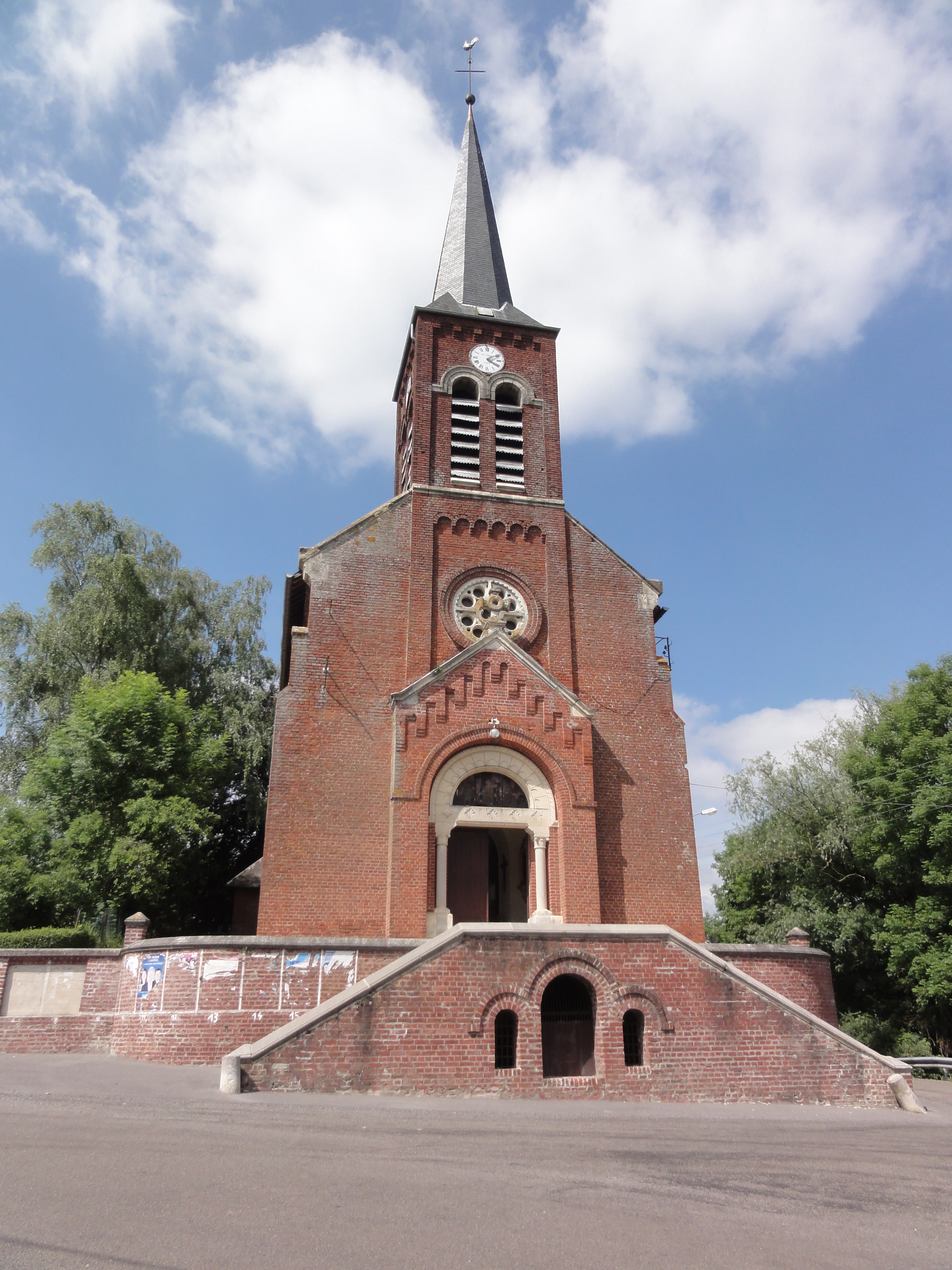
Kirche Saint-Quentin
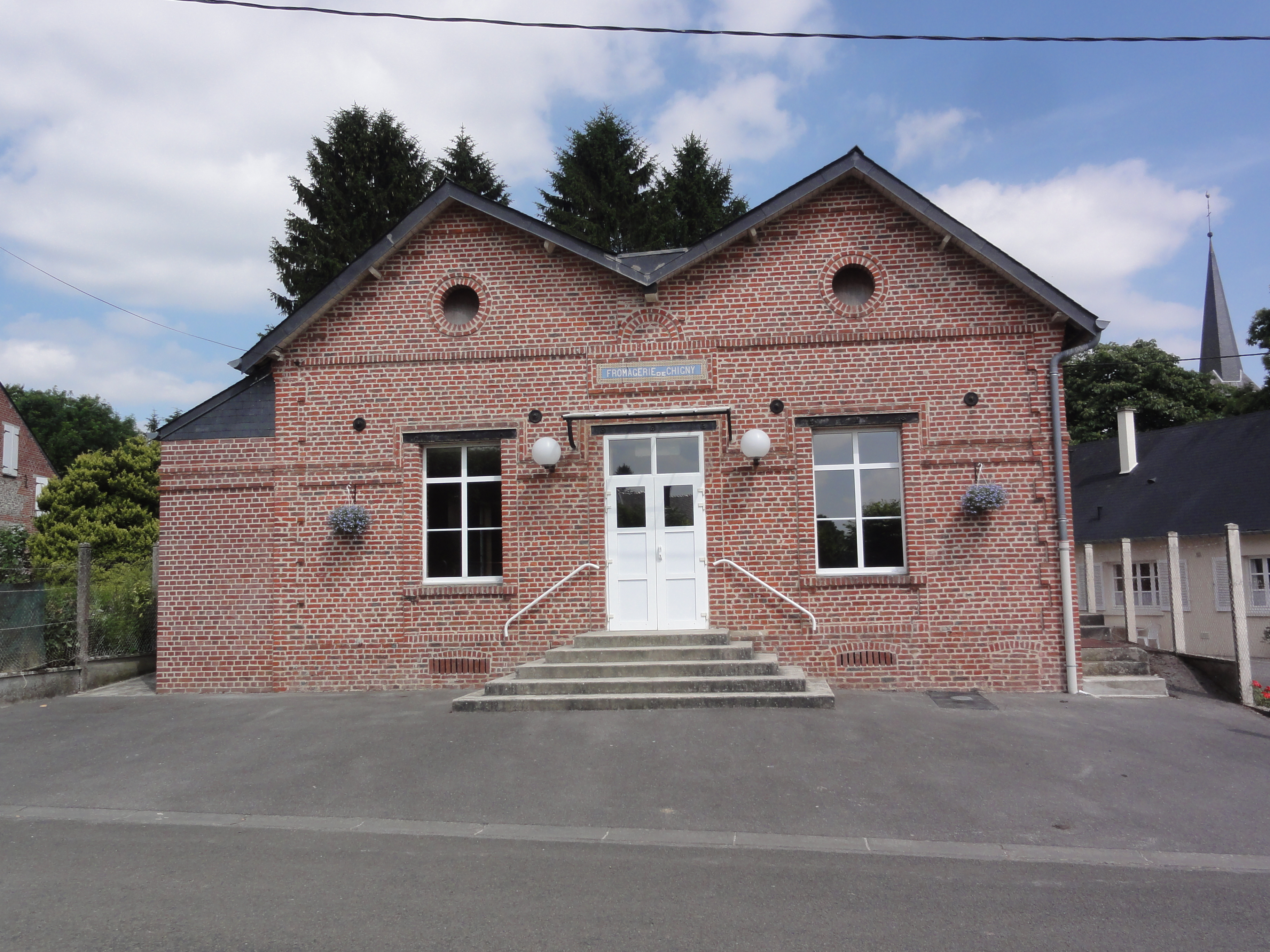
Käserei
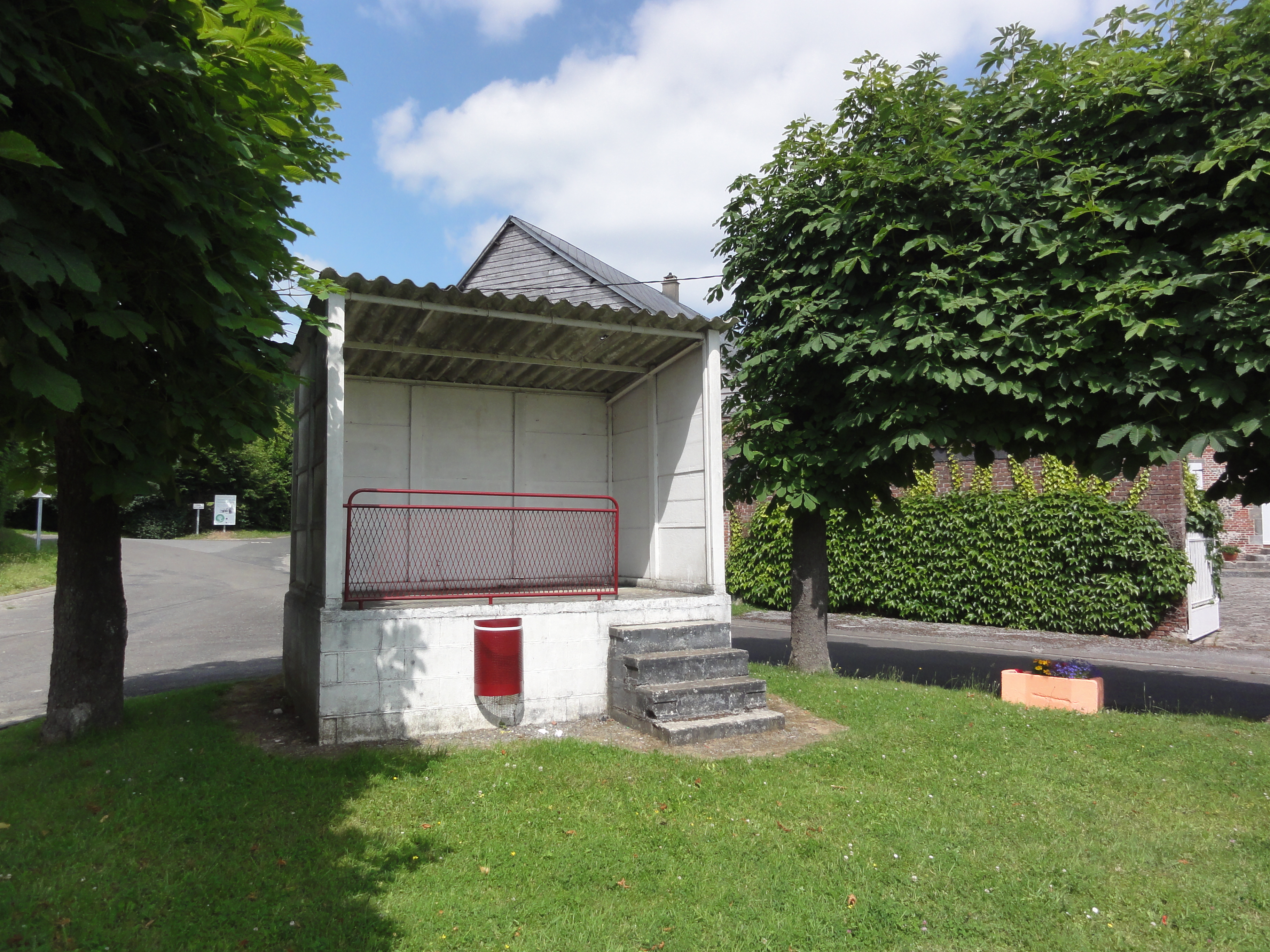
Musikpavillon
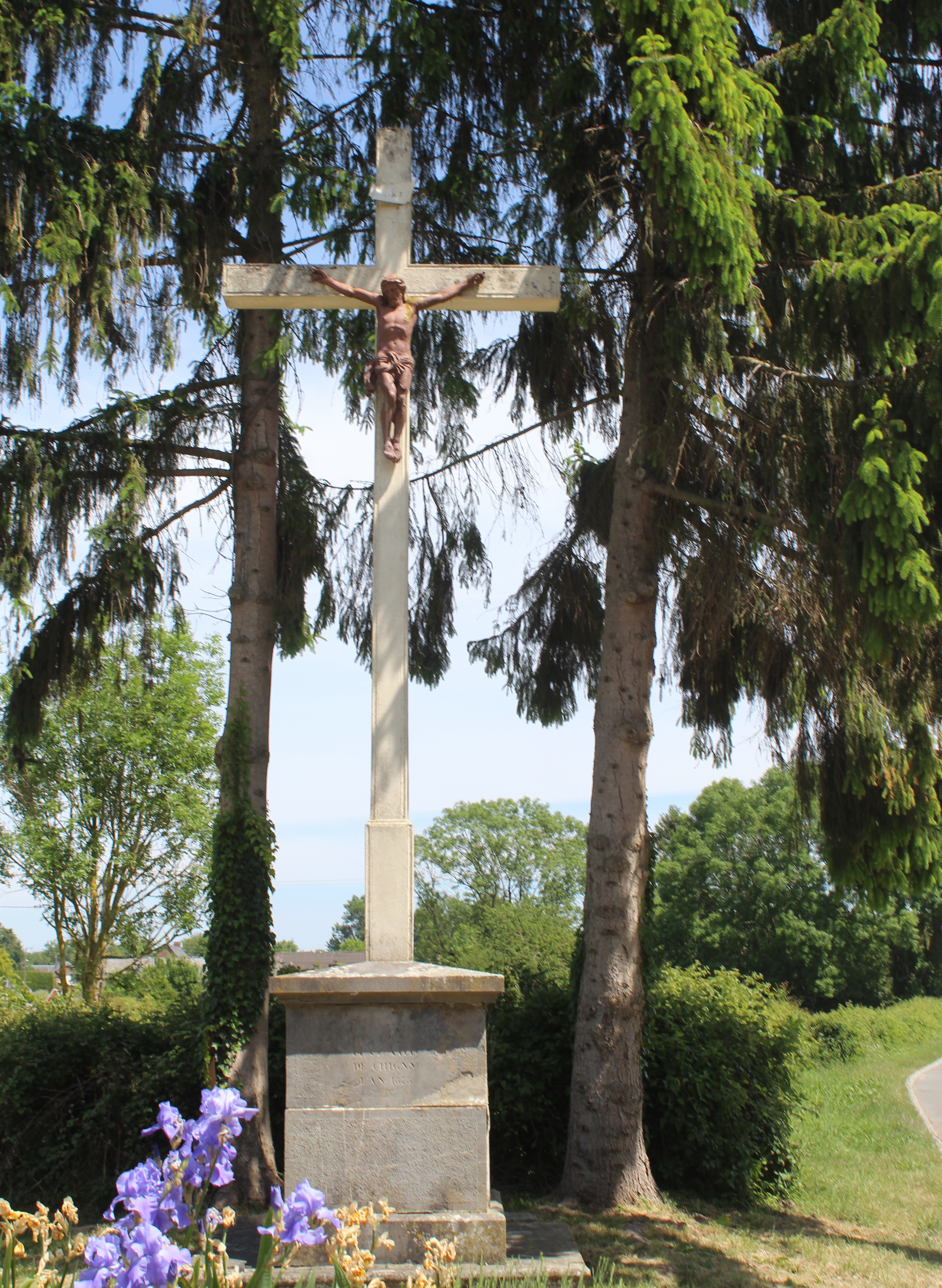
Calvaire
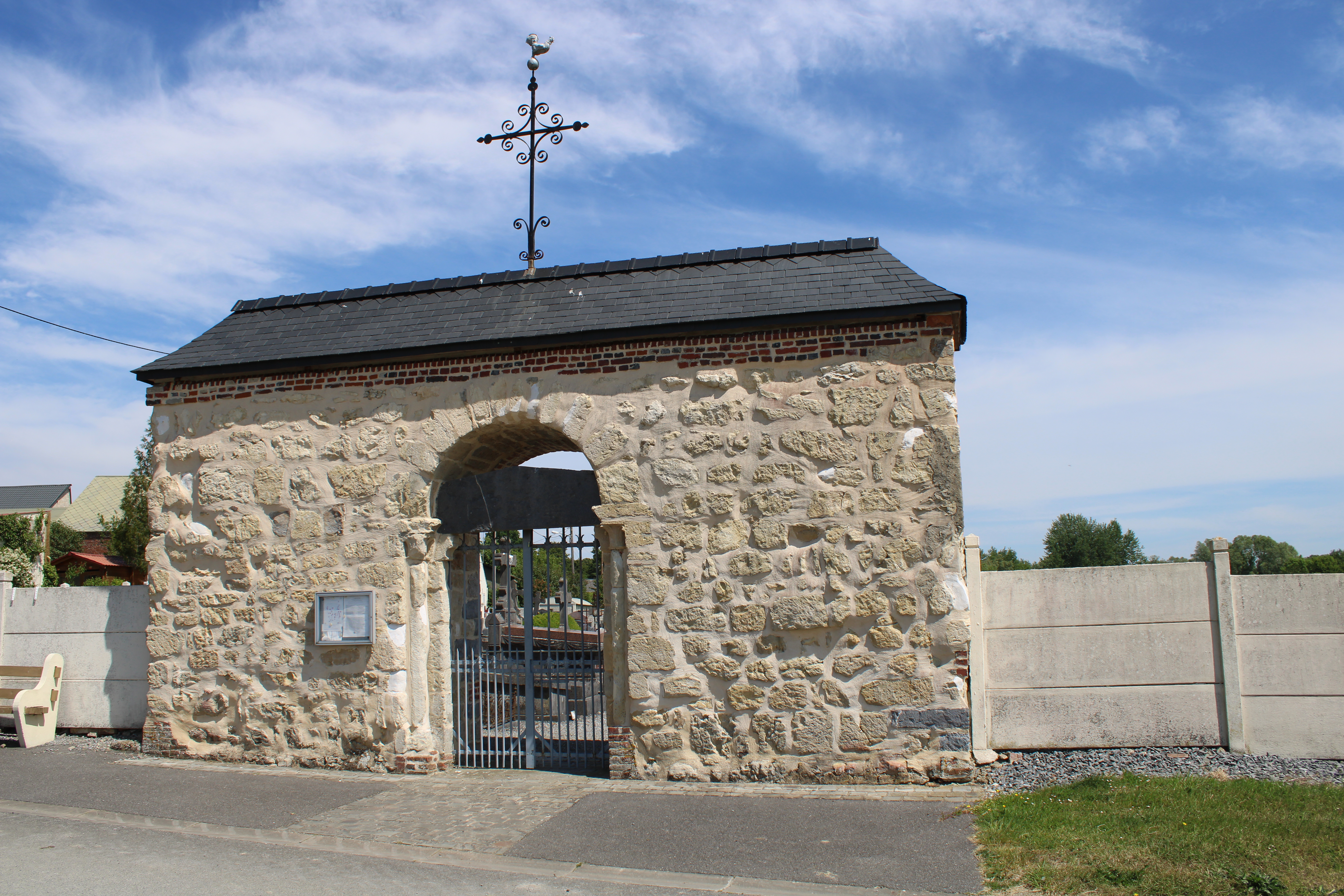
Friedhofsportal

- Kirche Saint-Quentin
- Käserei
- Musikpavillon
- Calvaire
- Friedhofsportal